# 宋育仁

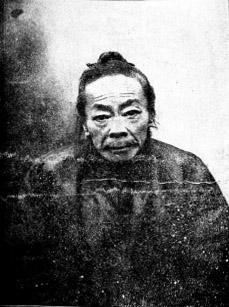
宋育仁像

宋育仁（1857年—1931年），字芸子，号问琴阁主人，四川富順人，清末进士，中國早期積極的改良主義思想家。

## 生平
光緒十二年（1886年）中丙戌科進士，同年五月，改翰林院庶吉士。光緒十五年四月，散館，授翰林院檢討。光緒十七年（1891年）出典廣西鄉試，任副考官。光緒二十年（1894年），隨使英法義比，派充駐英二等參贊官。
其间，由於爆發甲午戰爭，宋育仁曾在上司清廷驻英公使龚照瑗回国述职时，乘机私自策划利用日本长崎对外国船只开放的政策，以及商船可以自募海军护航的国际惯例，打算从澳大利亚组建一只假托商队护航编队的舰队，奇袭日本本土长崎、东京的大胆计划。并且从贷款、购舰到武器弹药、招募澳籍水兵，都已筹划得相当完备，甚至物色了前北洋水师总教习的英国海军军官琅威理。但是在龚照瑗回来后，认为宋育仁此行为擅作主张，报回国内。慈禧太后认为宋育仁“妄生事端”，紧急召宋育仁回国。奇袭计划最终流产。宋育仁为此著有《借筹记》一书详细讲述事情始末。
光緒末任典禮院候補學士。1914年，为国史馆纂修，后因撰文附和清帝复辟，11月，被袁世凯派員送回籍。逝後葬於成都市錦江區幸福梅林，故居名為「東山草堂」。

## 著作
著作有《時務論》、《泰西各国採風記》等。曾主修《四川通志》和创办《渝报》。宋育仁推崇西方議會制度，他在《渝报》1897年10月第一期上发表名為《复古即维新论》的文章，提到「复古即维新」，他認為西方政治制度其实是《周礼》制度的现代翻版，中國古人好的文明制度只不過是被后人歪曲。不過宋育仁支持三綱五常，反對廢除君主制、男女平等、人人平等、婚姻自由。另外由於無法用《周礼》來解釋西方的天文學成就，宋育仁否定地球自转、绕日等天文學現象。

## 外部連結
- 宋育仁（页面存档备份，存于） 中研院史語所
- . 神州日報 (上海). 1914-12-01.